# Торговая казнь
Торговая казнь — публичное телесное наказание, применявшееся в России с 1497 по 1845 годы. Заключалось в том, что приговорённого пороли кнутом при большом стечении народа. Обычно это происходило на каком-либо открытом общественном месте, чаще всего на торгу — главной торговой площади города или другого населённого пункта (отсюда название).
Термин «торговая казнь» был введён Судебником 1497 года при великом князе Иване III. Он также упоминается в Соборном уложении в девяти статьях, в применении к различным преступлениям (зазорное поведение в церкви, оскорбление митрополита, лихоимство судей, неправильное решение дела за посулы). Порка кнутом на торгу, подразделявшаяся на простую, жестокую и нещадную, является самым упоминаемым в уложении наказанием; она назначалась за самые разнообразные преступления, в своей санкции её имеют 140 статей.
Наказание назначалось и за относительно мелкие правонарушения, например, оно было предусмотрено в качестве наказания за матерную брань (1648).
Торговую казнь также называли «скрытой смертной казнью». Удары кнутом очень болезненны и могут рассекать кожу до плоти. В Судебнике 1497 года точно не регламентируется количество ударов — право определения наказания отдавалось судье, который мог назначить как 10 ударов кнутом, так и 400. На самом деле, любое битьё кнутом может быть замаскированной смертной казнью, потому что достаточно лишь один или несколько раз «промахнуться» и ударить выше поясницы по почкам, чтобы через несколько дней наказуемый умер в мучениях.
Начиная с правления императрицы Екатерины II в конце XVIII столетия торговой казни не подвергались духовенство, дворянство и купечество, а в 1845 году она была вовсе отменена.